# Batalla de Reimerswaal
La batalla de Reimerswaal acaecida en 1574, en el contexto de la guerra de los Ochenta Años, fue un combate naval librado en la costa de Zelanda entre los Mendigos del mar, rebeldes neerlandeses, y la flota española bajo el mando de Julián Romero.
En un intento por llevar suministros a la ciudad española de Middelburg, sitiada por las fuerzas holandesas, una flota española de 75 naves partió de Bergen op Zoom. Poco después de zarpar fue atacada por la flota holandesa bajo el mando del almirante Louis Boisot. El encuentro se saldó con la derrota española, que hubo de volver a puerto con numerosas bajas.
La ciudad de Middelburg, se rendiría pocos días más tarde, ante la imposibilidad de recibir los suministros necesarios para resistir el asedio.

## Contexto
Desde 1566–1568 se libraba en los Países Bajos la guerra de los Ochenta Años, o guerra de Flandes, en la que las provincias del norte luchaban por liberarse de las imposiciones religiosas, fiscales y militares a las que el Imperio español las tenía sometidas.
En abril de 1572 los Mendigos del mar, rebeldes holandeses, tomaron Brielle, extendiéndose posteriormente por otras ciudades de la costa de Zelanda. A finales de 1573 toda la isla de Walcheren estaba en poder de los holandeses, a excepción de la ciudad de Middleburg, que defendida por el español Cristóbal de Mondragón era objeto de un duro asedio.

## Preparativos
Luis de Requesens, nuevo gobernador de los Países Bajos en nombre de Felipe II de España, encargó a Julián Romero y al almirante De Glimes el mando de una flota de 75 naves que partiendo de Bergen op Zoom llevarían suministros a Middelburg navegando por el Oostercheld (brazo oriental del río Escalda) y bordeando la isla de Walcheren; 30 naves más, bajo el mando de Sancho Dávila partirían de Amberes por el brazo occidental del río con el mismo objetivo.
Mientras tanto, el almirante Louis Boisot al mando de la flota de los mendigos del mar zarpó del puerto de Flesinga en dirección a Bergen op Zoom, colocándose en disposición de ataque frente a Reimerswaal, ciudad bajo control holandés. Schot y Klaaf Klaafzoon eran los capitanes del buque insignia holandés.  El propio Guillermo de Orange le visitaría antes de la batalla.
Sancho Dávila zarpó de Amberes y esperó las noticias de la llegada de la flota de Romero para entrar juntos en ayuda de Middleburg.
El 29 de enero de 1574 la flota de Romero zarpó de Bergen op Zoom, dividida en tres escuadras de 25 naves cada una. A la salida del puerto dispararon una salva a modo de saludo, lo que provocó un incendió en el barco.

## La batalla
La escuadra de vanguardia de la flota de Julián Romero, a la vista de la flota holandesa, trabó combate con esta. La primera descarga de la artillería española dejó numerosas bajas entre los holandeses: Schot y Klaaf murieron y el almirante Boisot perdió un ojo; los holandeses contraatacaron y aprovechando la estrechez del estuario en el que se encontraban, abordaron las naves españolas, entablándose una lucha cuerpo a cuerpo entre ambos bandos.
Durante la batalla se perdieron 15 naves españolas, entre ellas la de Julián Romero, y hubo cerca de 1200 bajas entre los españoles, entre ellos el almirante De Glimes. Ante la superioridad naval holandesa, los españoles debieron retroceder hacia Bergen op Zoom, desde cuyo puerto el gobernador Luis de Requesens fue testigo de la derrota.

## Consecuencias

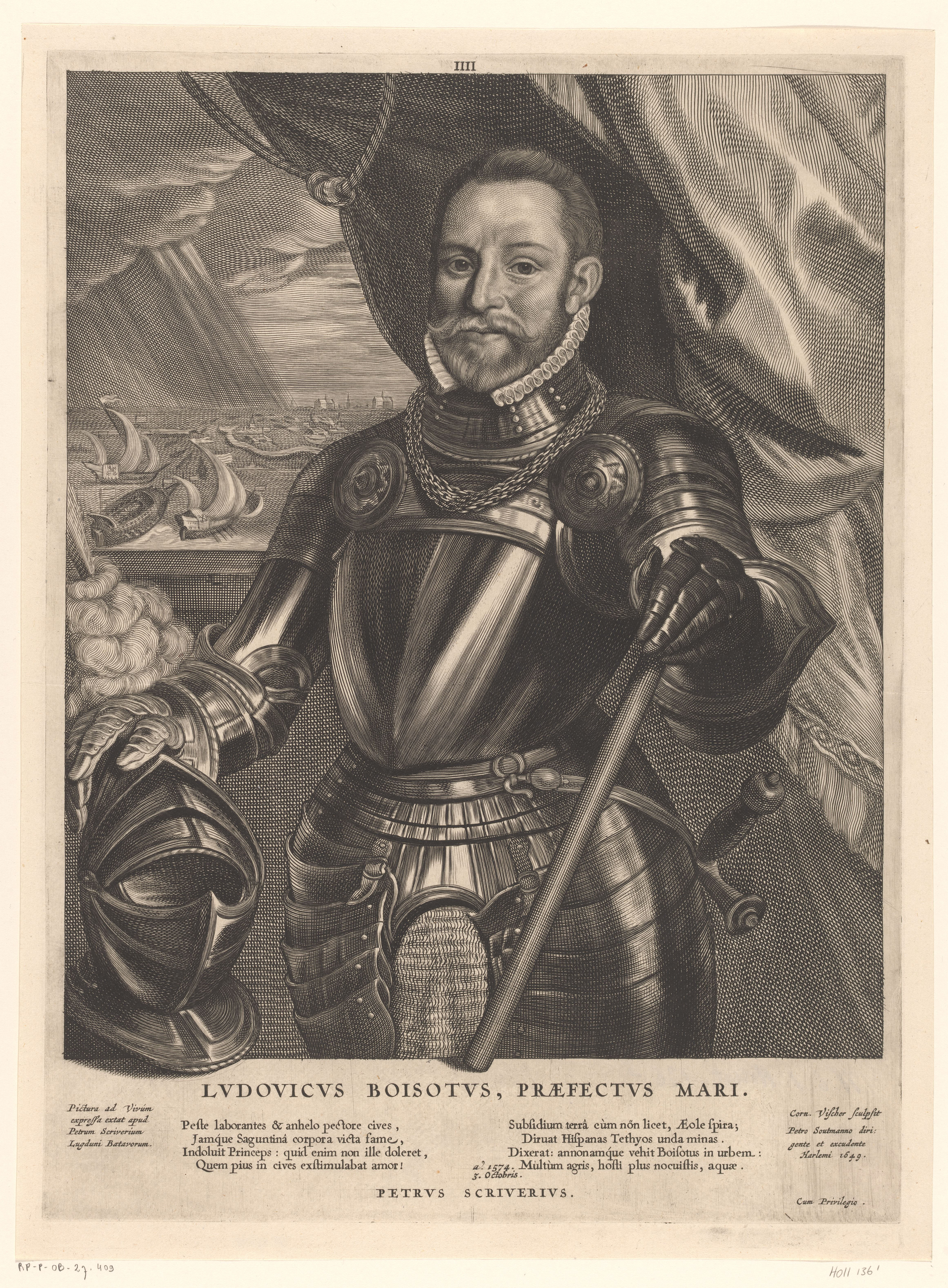
Jonkheer Lodewijk de Boisot

Ante la noticia de la derrota de Romero, Sancho Dávila retrocedió hacia Amberes, con lo que los suministros que debían aprovisionar Middleburg nunca llegaron a su destino. Nueve días después, sin esperanzas de ser socorrido, Cristóbal de Mondragón tuvo que presentar su rendición ante las fuerzas holandesas que asediaban la ciudad.
La destrucción de parte de la flota española en la batalla de Reimerswaal, junto con la rendición de Middleburg, dejaría a los holandeses el control naval de toda la costa de Zelanda.